# اینترلاکن (کالیفرنیا)
اینترلاکن (به انگلیسی: Interlaken) یک منطقهٔ مسکونی در ایالات متحده آمریکا است که در شهرستان سانتا کروز، کالیفرنیا واقع شده‌است. اینترلاکن ۲۶٫۴۲۳ کیلومتر مربع مساحت و ۷٬۳۲۱ نفر جمعیت دارد و ۳۹ متر بالاتر از سطح دریا واقع شده‌است.